# Kazimierski Park Krajobrazowy
Kazimierski Park Krajobrazowy – park krajobrazowy w Polsce usytuowany w zachodniej części województwa lubelskiego.

## Charakterystyka
utworzony 27 kwietnia 1979 r. na podstawie projektu Zakładu Ochrony Przyrody PAN w Krakowie. Część trójkąta turystycznego: Puławy – Kazimierz – Nałęczów. Kazimierski Park Krajobrazowy został utworzony na powierzchni 136,7 km², zaś jego otulina liczyła około 250 km². Po korekcie granic zajmuje powierzchnię 149,74 km², a jego otulina liczy 246,44 km². Był pierwszym parkiem krajobrazowym na terenie województwa lubelskiego. Obecnie jest jednym z 17 parków krajobrazowych w tym województwie. Utworzony został celem zachowania unikatowych w skali kraju elementów krajobrazu przyrodniczego i kulturowego.
Obejmuje fragmenty dwóch przyległych makroregionów: północno-zachodnią część Wyżyny Lubelskiej (a w jej obrębie głównie mezoregion Małopolski Przełom Wisły) oraz południowo-wschodni fragment mezoregionu Równiny Radomskiej będącego częścią makroregionu Wzniesienia Południowomazowieckie.

## Geologia
Tereny Parku to obszary cenne z punktu widzenia geologii, którymi na początku XIX w. interesował się m.in. Stanisław Staszic. Znaczący wpływ miały tu zlodowacenia, w czasie których wiatry osadziły tu wielkie ilości drobnych pyłów, tworzących obecnie pokrywy lessowe o grubości od kilkunastu do nawet 30 metrów. Jedną z najważniejszych atrakcji Parku jest gęsta sieć wąwozów lessowych, w okolicach Bochotnicy ich zagęszczenie jest największe w Europie i przekracza 10 km na km². Charakterystycznym elementem krajobrazu są również strome skarpy wiślane zbudowane ze skał wapiennych, których biel kontrastuje z zielenią porastających skarpy zespołów roślinnych. Skarpa przy ujściu Chodelki do Wisły osiąga wysokość 90 m i rozciąga się z niej wspaniały widok na całą okolicę. Wisła w granicach Parku zachowała swój naturalny, dziki charakter z licznymi odnogami, wyspami, łachami i starorzeczami.

## Przyroda
Ze względu na znaczne urozmaicenie rzeźby terenu na terenie Parku występuje duża różnorodność zespołów roślinnych, zwłaszcza dobrze zachowanych muraw kserotermicznych w okolicach Kazimierza Dolnego, Bochotnicy, Męćmierza i Dobrego. Najcenniejsze florystycznie są niewielkie fragmenty muraw stepowych, które zachowały się na skarpie w Dobrem, w Mięćmierzu i na pobliskim wzgórzu Albrechtówka, na Górze Trzech Krzyży w Kazimierzu Dolnym i na skarpie w Janowcu na lewym brzegu Wisły.

## Rezerwaty
Rezerwaty przyrody na terenie parku:
- Krowia Wyspa – faunistyczny;
- Mięćmierz – florystyczny;
- Skarpa Dobrska – geologiczno-krajobrazowy.

Rezerwat na terenie otuliny:
- Łęg na Kępie w Puławach – leśny.

## Miejscowości
W granicach parku znajduje się miasto Kazimierz Dolny oraz wsie, m.in. Bochotnica, Zbędowice, Rogów, Janowiec, Janowice, Wąwolnica, Rzeczyca, Witoszyn, Celejów, Wierzchoniów.

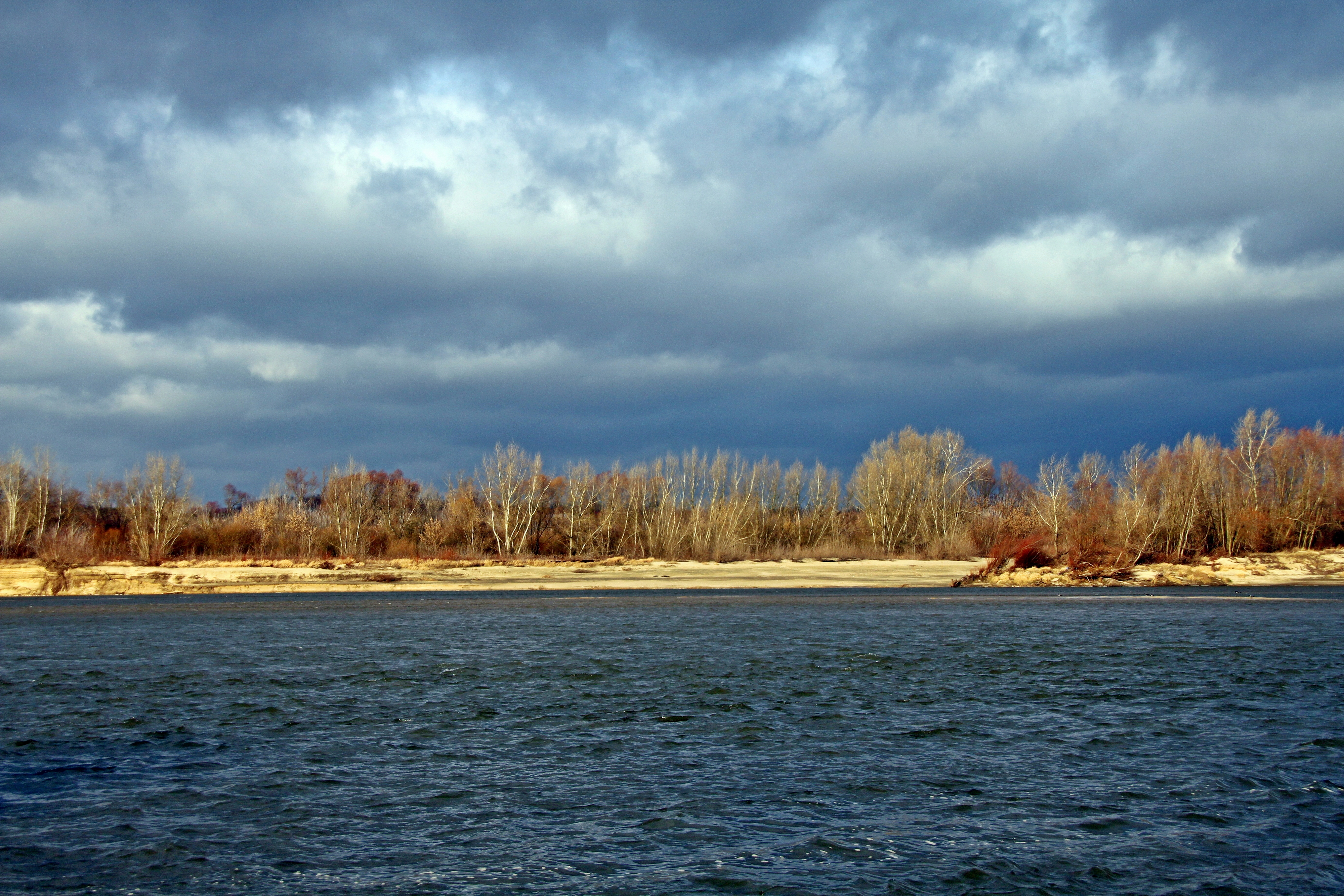
Kazimierski Park Krajobrazowy
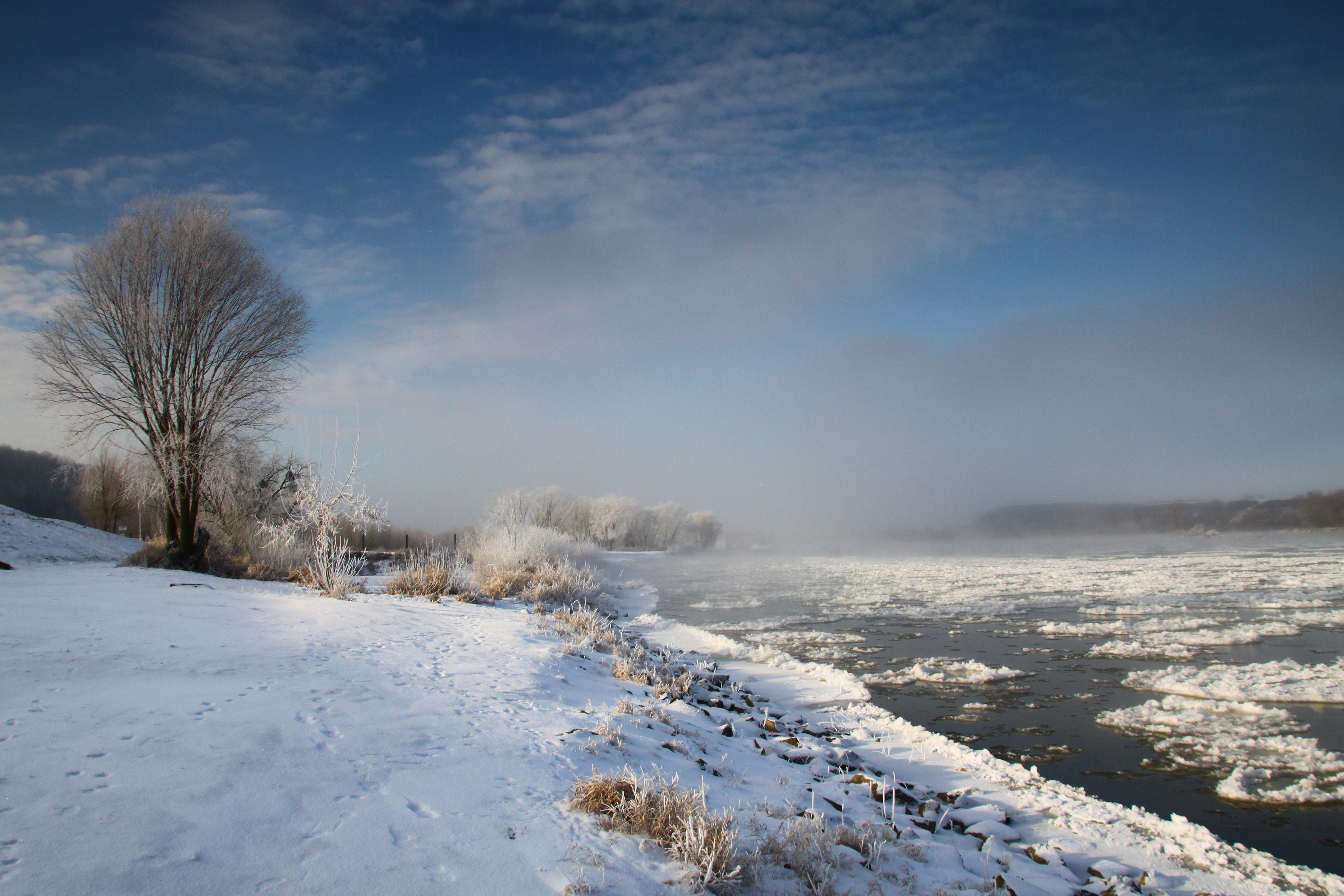
Park zimą
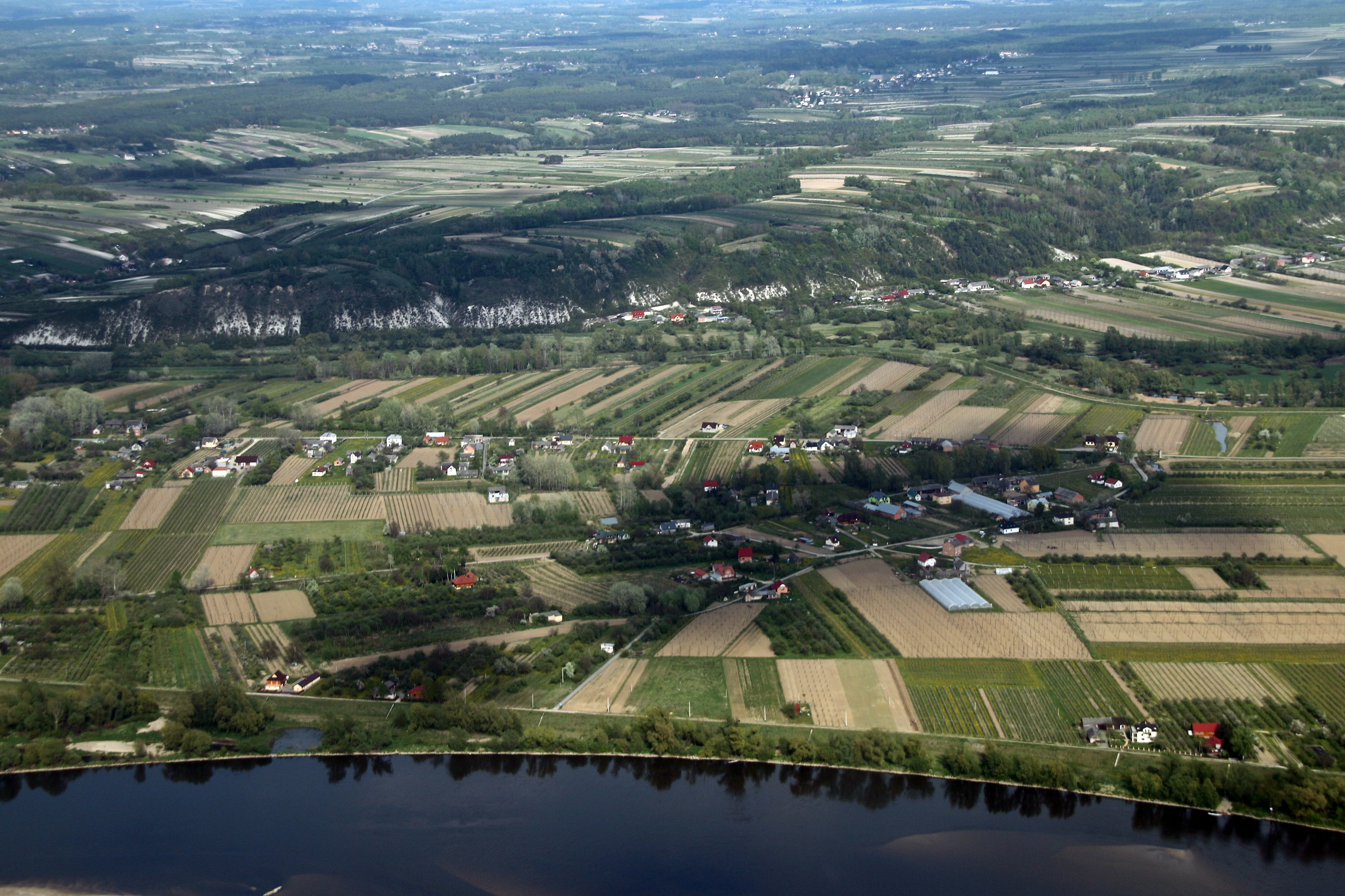
Kazimierski Park Krajobrazowy z lotu ptaka